# Pterodroma madeira
Il petrello di Madera (Pterodroma madeira Mathews, 1934) è un uccello della famiglia dei Procellariidae, endemico dell'isola di Madera.
È considerata una specie in pericolo: secondo un censimento effettuato nel 2012 ne sopravvivono circa 200 esemplari.
Il suo nome in inglese è Zino's Petrel, da Paul Alexander Zino, l'ornitologo che per primo ha iniziato le campagne per la sua protezione.

## Descrizione
È un piccolo uccello, con 80 cm di apertura alare.

## Biologia
Si nutre soprattutto di organismi planctonici e, in misura minore, di piccoli pesci.